# Чейз-Філд
Чейз-Філд (англ. Chase Field) – бейсбольний стадіон розташований у місті Фінікс, Аризона. Домашня арена команди Національної ліги MLB Аризона Даймондбекс. 

## Історія
Стадіон був побудований під час хвилі будівництва стадіонів пристосованих виключно для бейсболу у 1990-х роках. І хоча майже всі вони були відкритого типу, Фінікс є одним з найспекотніших міст в Америці де середня денна температура під час бейсбольного сезону становить приблизно 38 °C, тому було необхідністю створити критий стадіон. Весною 1994 року окружна рада округу Марікопа затвердила підвищення податку з продажу на чверть відсоткового пункту, задля фінансування їхньої частки нового стадіону(29% приватні гроші 71% кошти платників податків). Це відбулось у той час коли округ мав великий дефіцит бюджету та нестачу коштів на фінансування інших потреб. Підвищення податку було дуже непопулярним серед місцевих жителів, яким не дозволили проголосувати за це рішення(хоча у 1989 жителі округу на референдумі висловились проти будівництва спортивних чи розважальних об’єктів без згоди жителів). Це рішення було настільки контроверсійним, що в серпні 1997 члена окружної наглядової ради Марі Роуз Уілкокс було поранено вистрілом місцевого безхатька, який у суді намагався виправдати свій напад саме підвищенням податку. 
Початкова ціна будівництва стадіону у 1995 році складала 279 мільйонів доларів, але згодом витрати (головним чином через ціни на сталь та інші матеріали) зросли до 364 мільйонів. Частина угоди передбачала що власники Даймондбекс сплатить усі витрати на будівництво понад 253 мільйони. Спорудження арени почалось у 1996 і завершилось прямо перед початком нового бейсбольного сезону у 1998. Чейз-Філд був третім стадіоном ліги який мав розсувний дах, а також першим який при цьому використовував натуральний газон. 

## Особливсті
- Дах стадіону Чейз Філд відкривається або закривається в залежності від погодних умов, та задля нормального росту трав’яного газону. Зазвичай його відкривають вранці на світанку і закривають за три години до гри, щоб підтримувати температуру на стадіоні в районі 25 °C. Кожне відкриття або закриття даху займає чотири з половиною хвилини, та коштує 2-3 долари[2].
- Також стадіон має басейн в районі правого центр-філду, який кожної гри можуть орендувати до 35 відвідувачів. Прямо з басейну відкривається чудовий вид на ігрове поле[3].

## Розміри поля
- Left Field – 330 ft (101 m)
- Left-Center – 374 ft (114 m)
- Left-Center (deep) – 413 ft (126 m)
- Center Field – 407 ft (124 m)
- Right-Center (deep) – 413 ft (126 m)
- Right-Center – 374 ft (114 m)
- Right Field – 334 ft (102 m)

## Фото

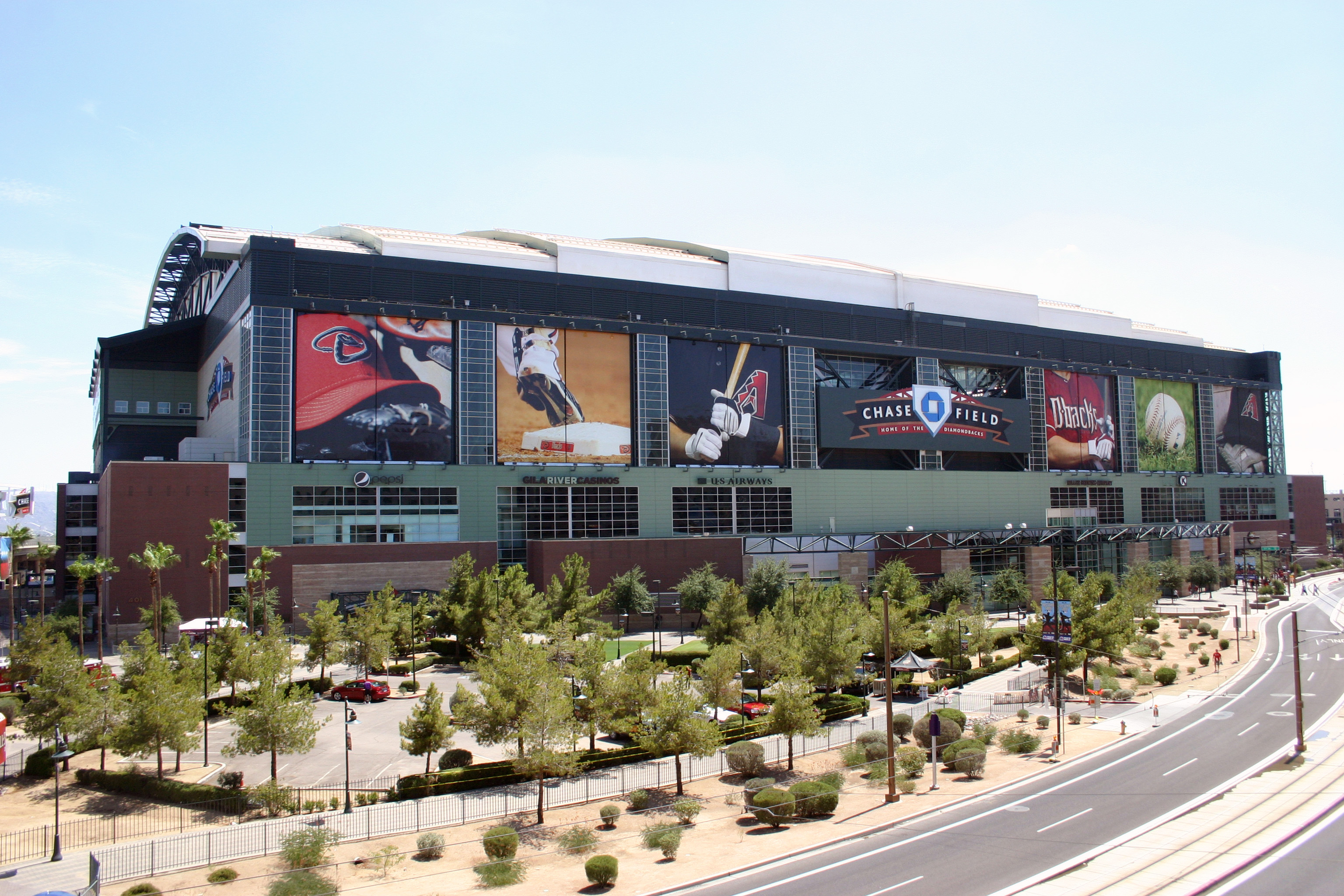
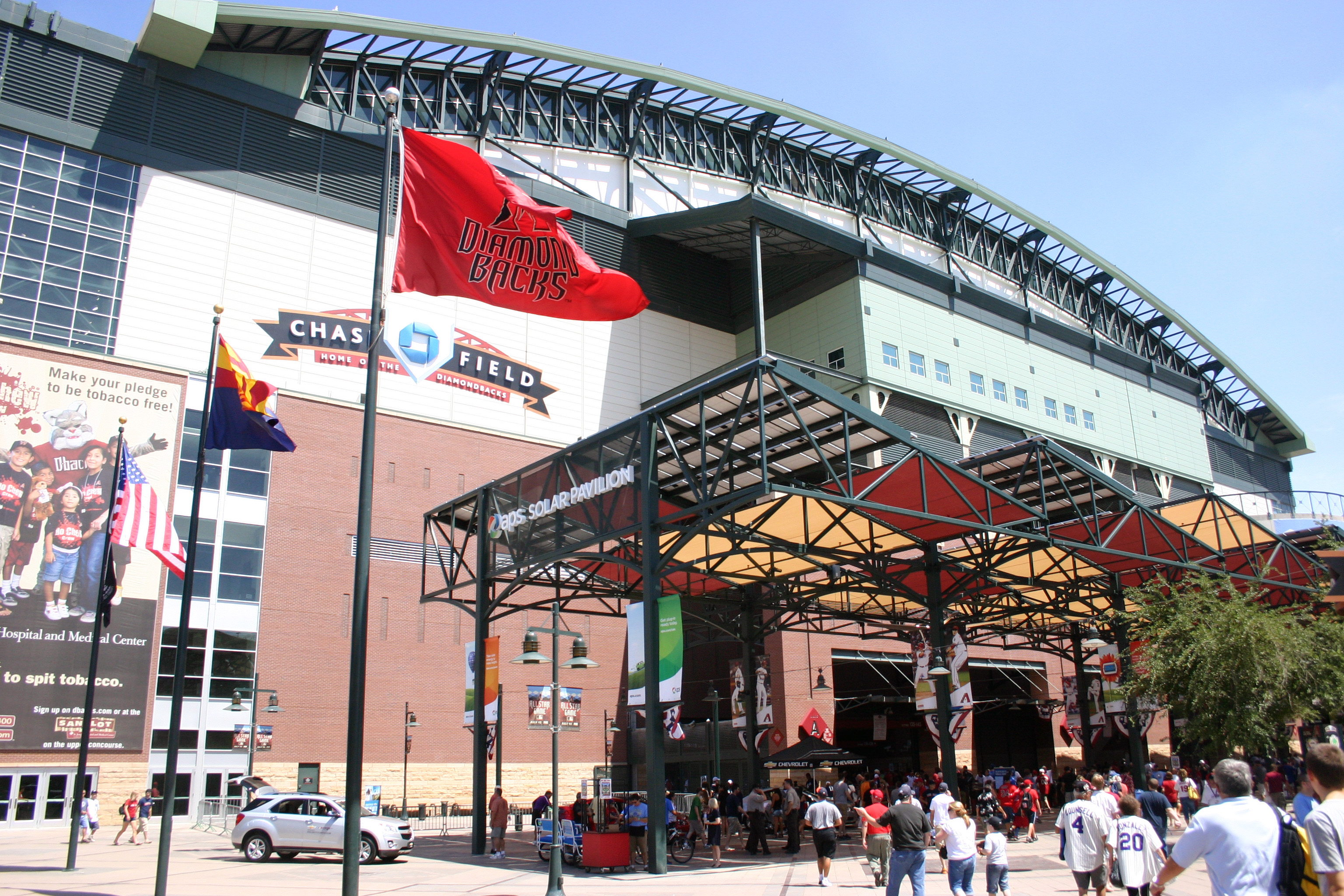
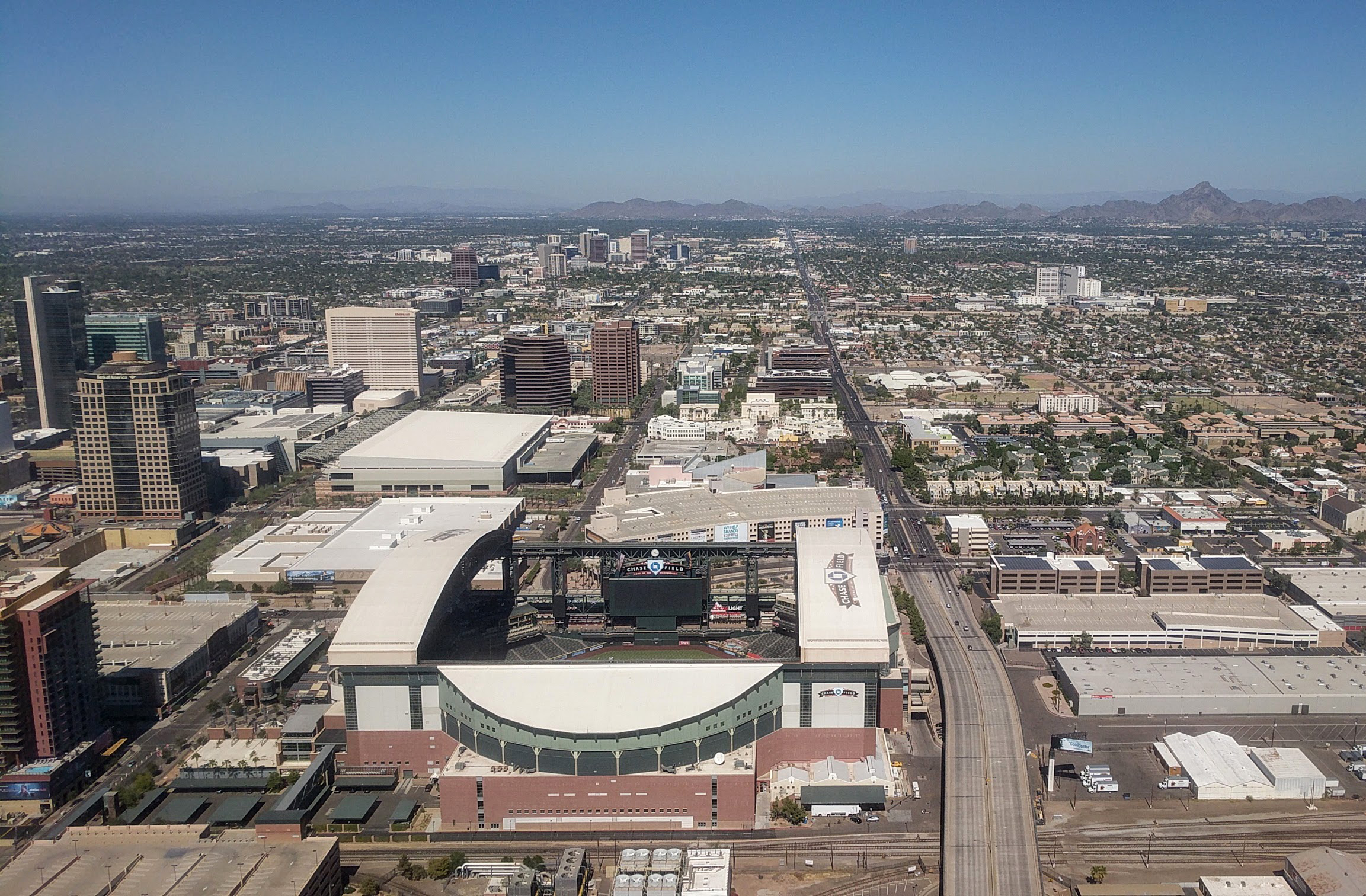
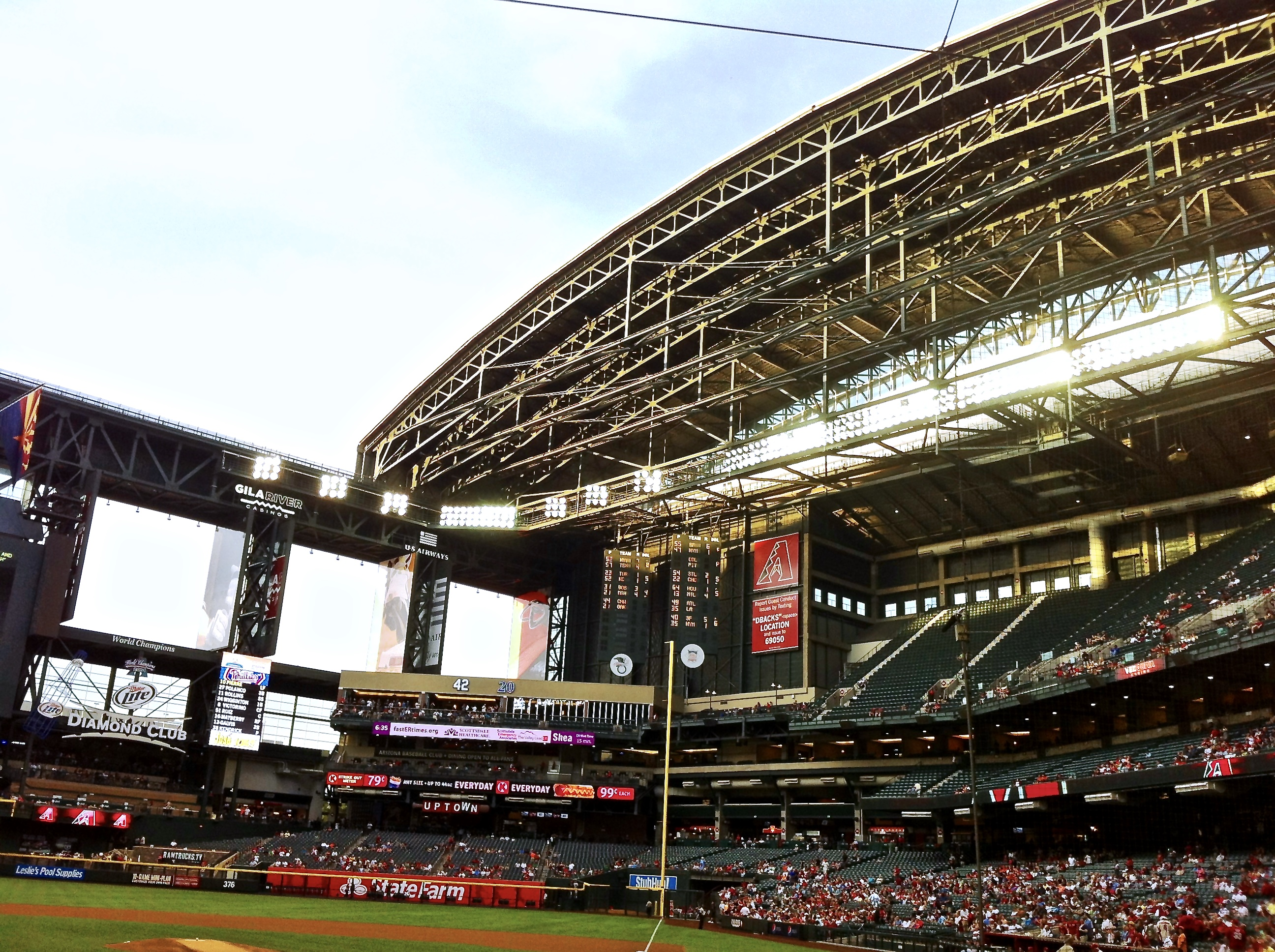
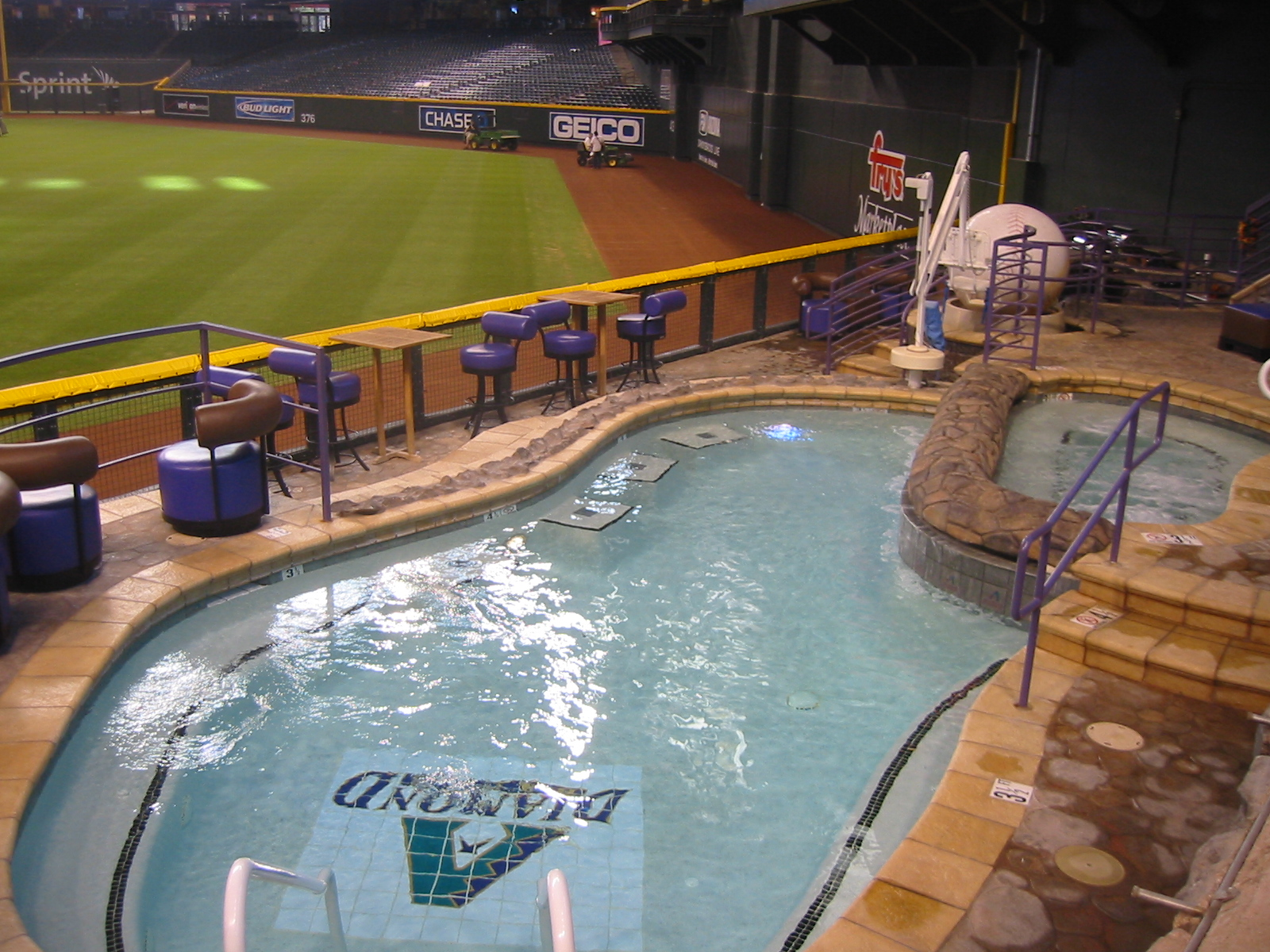

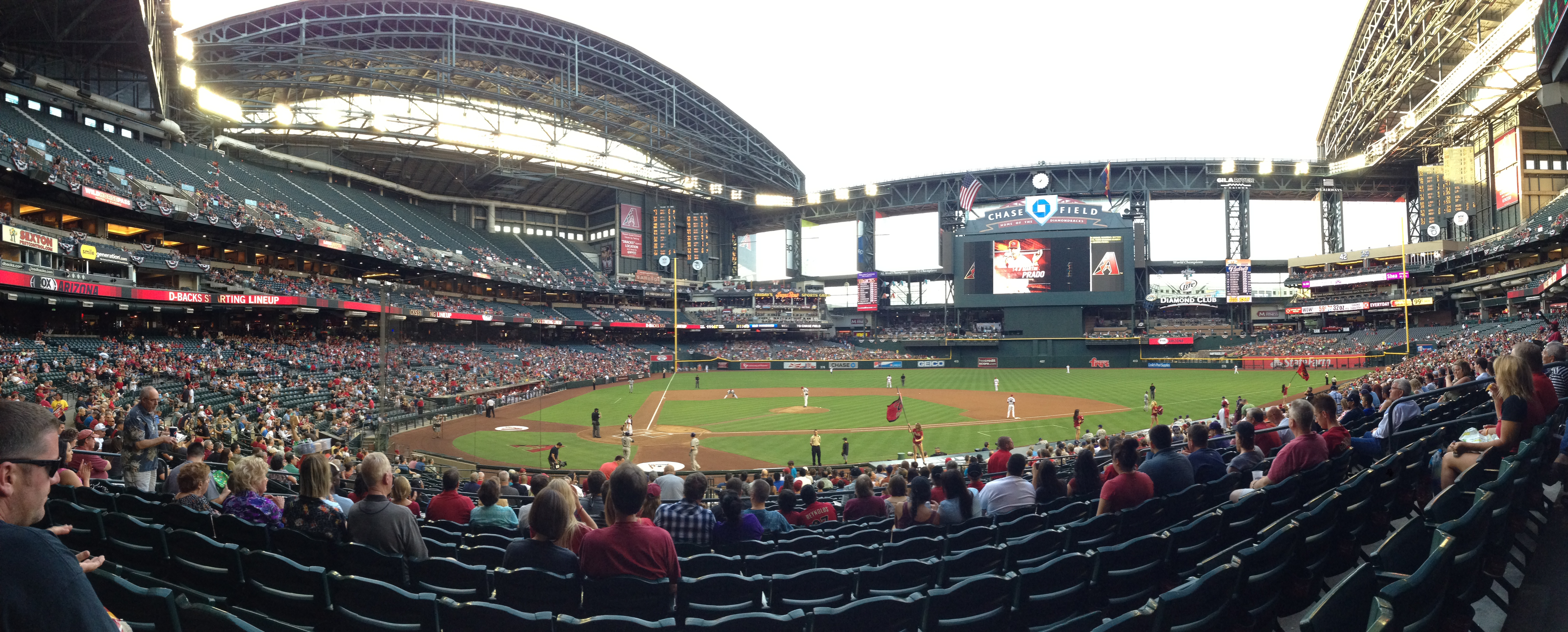
Панорама Чейз Філд